# Loeben (Adelsgeschlecht)

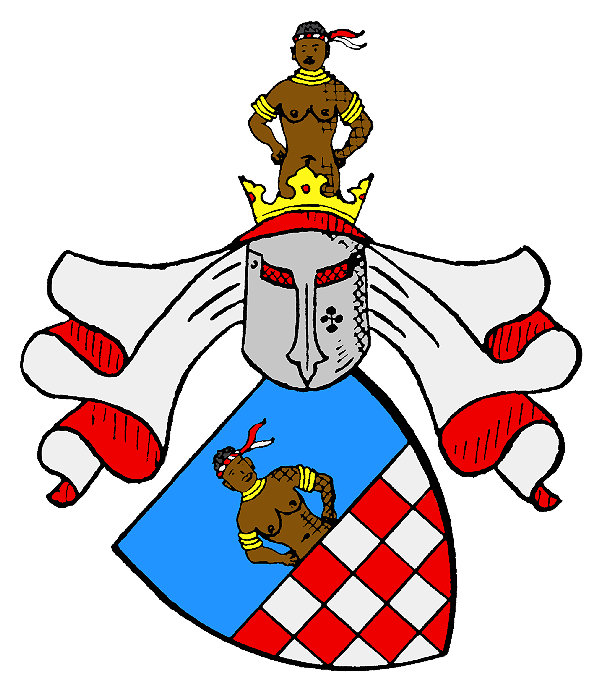
Wappen derer von Loeben

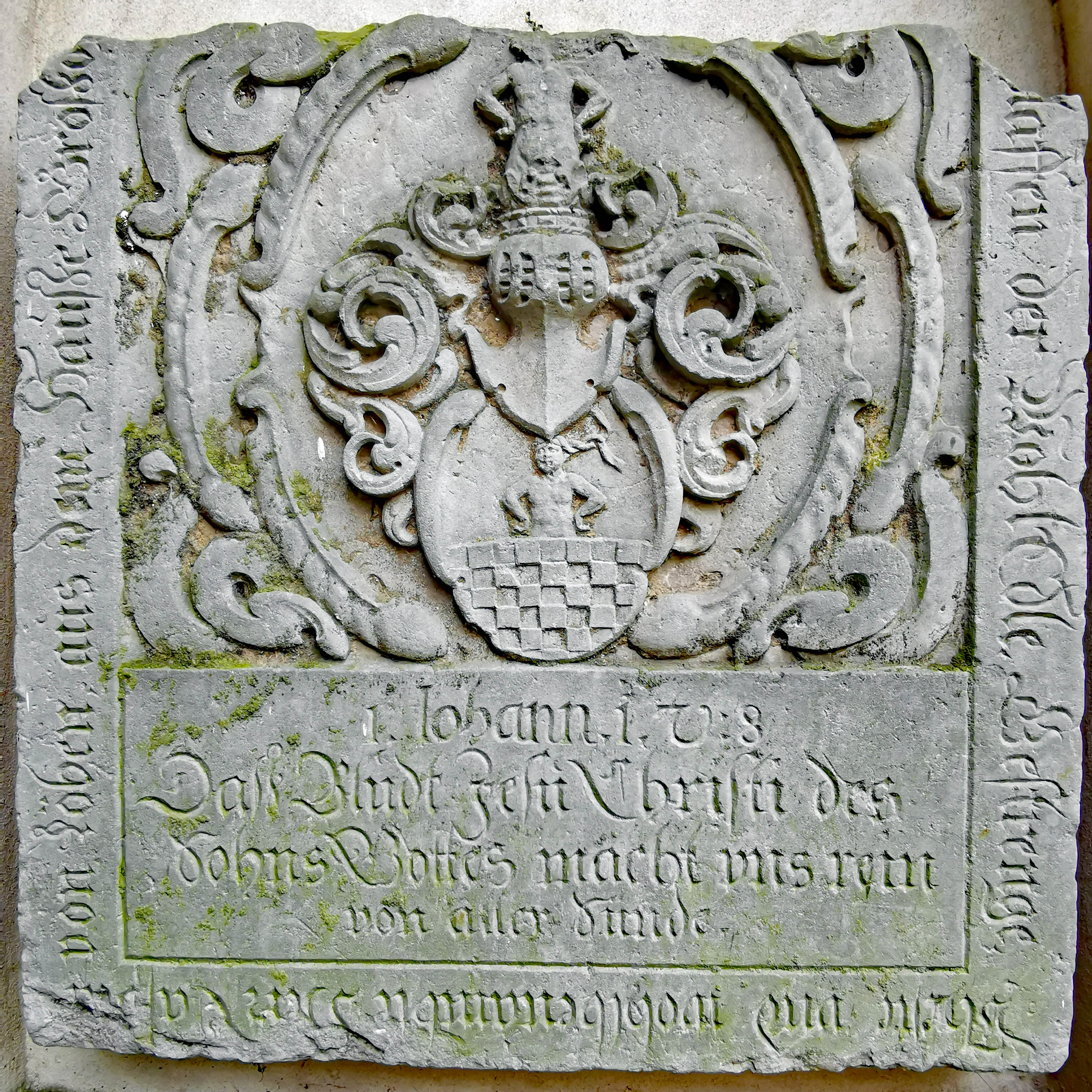
Fragment des Epitaphs eines Kaspar von Loeben an der Hauptkirche St. Marien in Kamenz

Loeben, auch Löben, ist der Name eines alten sächsisch-schlesischen Adelsgeschlechts. Die Familie, deren Zweige zum Teil bis heute bestehen, gelangte später auch in Böhmen, der Lausitz und in der Mark Brandenburg zu Besitz und Ansehen.

## Geschichte

### Herkunft
Die ursprüngliche Heimat des Geschlechts ist noch nicht vollständig geklärt. Nach dem Genealogischen Handbuch des Adels war der Stammsitz der Familie wahrscheinlich der heutige Ortsteil Löben (auch Loeben) der Stadt Annaburg nördlich von Torgau. In älterer Literatur wird eine schlesische Herkunft angenommen. Demnach war das Stammhaus des Geschlechts eine Ortschaft bzw. das Schloss Loeben bei Neiße in Oberschlesien.

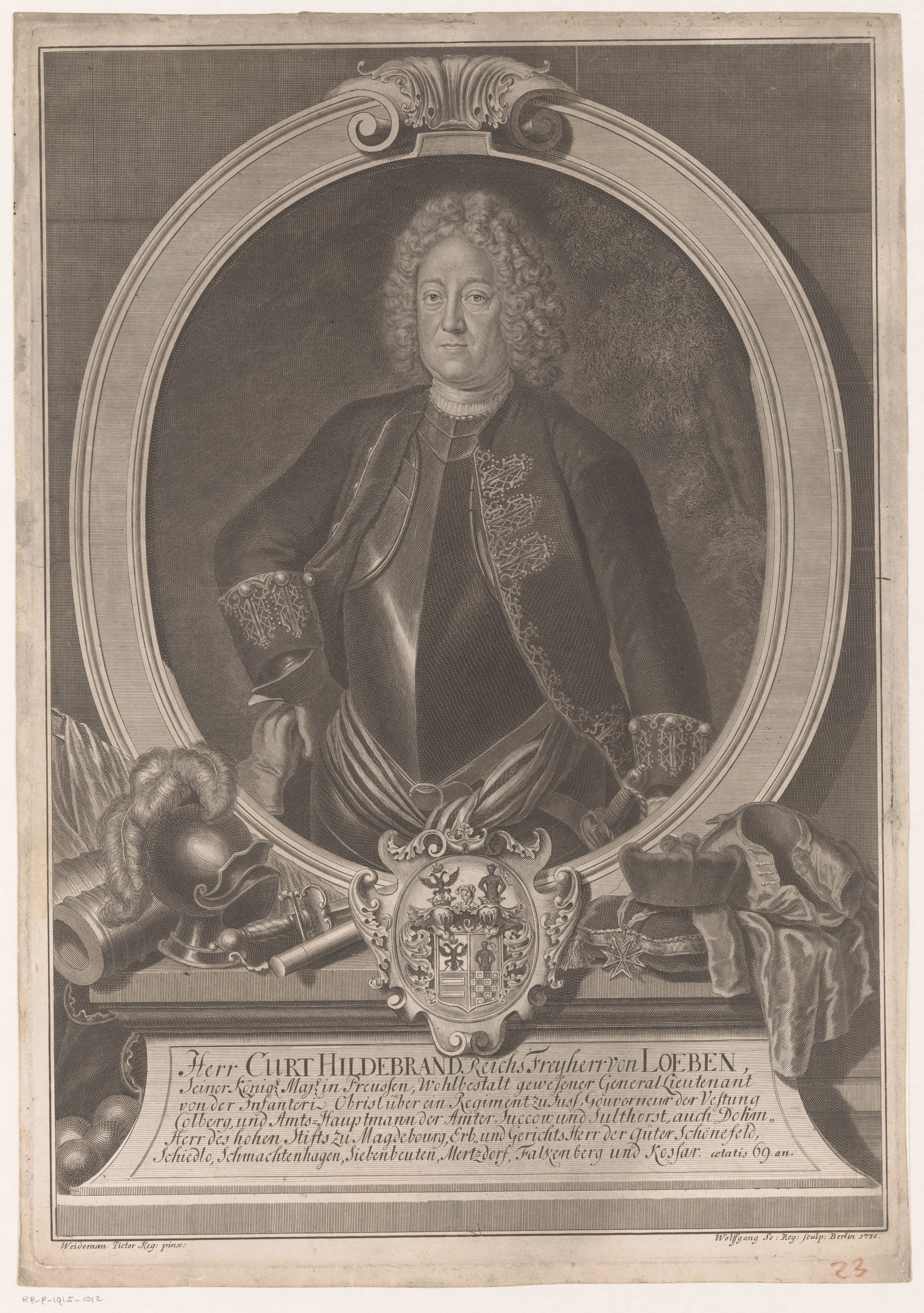
Kurt Hildebrand von Loeben (1661–1730)

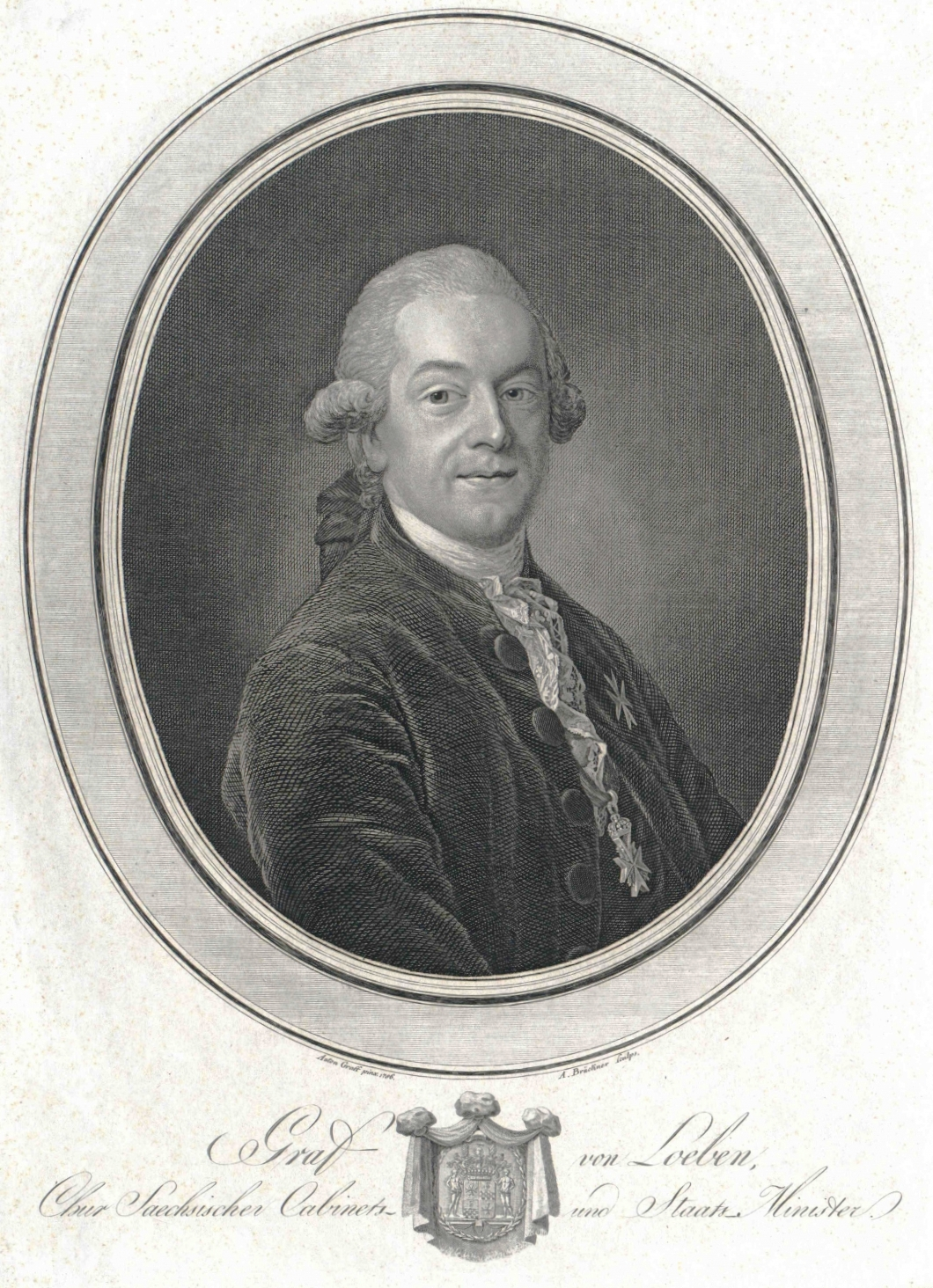
Otto Ferdinand von Loeben (1741–1804)

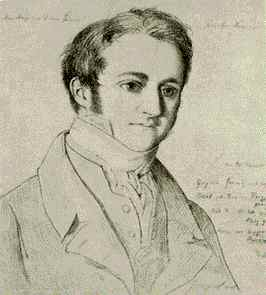
Otto von Loeben (1786–1825)

Schon früh bildeten sich zwei Stämme, ein jüngerer und ein älterer, deren genealogischer Zusammenhang nicht gesichert ist. Der ältere Stamm blieb wahrscheinlich in der sächsischen Heimat angesessen. Dessen gesicherte Stammreihe beginnt 1448 mit Kaspar von Loeben. Der jüngere Stamm siedelte sich in der Niederlausitz an, wo Conradus de Lovene bereits 1253 erstmals urkundlich erwähnt wird. Ebenfalls aus den jüngeren Stamm kam der Ritter Frixscho de Loben (auch Fritzko), der in Schlesien als Zeuge von Herzog Heinrich V. am 1. Juli 1280 urkundlich erscheint. An einer Urkunde aus dem Jahre 1312, ausgestellt von seinem Sohn dem Ritter Konrad, befindet sich das älteste Siegel. Die Stammreihe des jüngeren Stammes beginnt mit dem Ritter Hans Nymant und Peter genannt Swynichen von Loben, ungesonderte Brüder auf Tammendorf, Kurtschow und Großgandern im Herzogtum Crossen, die am 24. August 1411 in einer Urkunde genannt werden.

### Ausbreitung und Persönlichkeiten
Die Familie konnte im Laufe der Zeit ihren Grundbesitz erheblich erweitern. Stammgüter der schlesischen Linie waren unter anderem Drehnow, Nickern, Kurtschow, Schönfeld und Merzdorf bei Crossen, Kleinrosen bei Striegau und Kontopp bei Glogau. Die Oberlausitzer Linie war zu Ober- und Niederhalbendorf, Küpper, Mengelsdorf, Colmen, Holscha, Briesnigk und Kayna sowie der Stadt Schönberg besitzlich. Die Niederlausitzer Linie besaß unter anderem Amtitz, Krieschow und Wiesendorf. Im Besitz bzw. Teilbesitz der brandenburgischen Linie waren Blumberg, Dahlwitz und Falkenberg. Im Erzstift Magdeburg waren Angehörige bereits im 14. Jahrhundert zu Bollensdorf besitzlich. In der zweiten Hälfte des 18. Jahrhunderts waren auch Gaylen, Jablonken, Kowalken, Laxdoyen, Nossutten und Ribben in Ostpreußen sowie das Gut Rochow, unweit von Rummelsburg in Pommern, in Familienbesitz.
Nach Kneschke gehört auch der schon um 1203 am Hofe des Herzogs Heinrich des Bärtigen von Schlesien und Hofmeister der Herzogin Hedwig erscheinende Johann von Loeben zur Familie. In der Schlacht bei Liegnitz 1241 gegen die Mongolen sollen mehrere Angehörige als Ritter gefallen sein. Melchior von Loeben war um 1474 Feldoberst der schlesischen Fürsten und Stände gegen die Polen und wurde später zum Landesältesten im Herzogtum Glogau ernannt. Ein weiterer Melchior von Loeben erscheint 1488 als erster Landvogt der Niederlausitz.
Aus der schlesischen Hauptlinie stammte Georg von Loeben, Herr auf Schönberg. Er starb 1651 als kursächsischer Rat und Landvogt der Oberlausitz. Ebenfalls aus der schlesischen Hauptlinie kam Johann von Loeben (1561–1636), verheiratet mit Margaretha von Winterfeld, der im Jahre 1587 in kurbrandenburgische Dienste trat. Er wurde vom brandenburgischen Kurfürsten mit wichtigen Gesandtschaften betraut und erhielt später von Kurfürst Joachim Friedrich den Titel eines Geheimen Rates und Kanzlers. Unter seinem Nachfolger, dem Kurfürsten Johann Sigismund, wurde er im Jahre 1609 aus dem Dienst entlassen aber zwanzig Jahre später als Geheimer Rat zurückberufen. Er starb am 22. Juli 1636. Johann Friedrich Freiherr von Loeben (1595–1667) wurde nach sorgfältigen Studien und weiten Reisen durch alle Länder Europas im Jahre 1623 kursächsischer Oberamtsverweser der Niederlausitz und 1630 Landrichter in dieser Provinz. Im Jahre 1632 trat er in die Dienste des brandenburgischen Kurfürsten Georg Wilhelm, der ihn zum Oberhauptmann und Verweser der Herzogtümer Crossen und Züllichau ernannte. Er betraute ihn mit zahlreichen Gesandtschaften nach Regensburg, Nürnberg und Wien. 1642 empfing er im Namen des Kurfürsten vom Kaiser des Heiligen Römischen Reiches das brandenburgische Reichslehen und wurde aus diesem Anlass in den Reichsfreiherrenstand erhoben und vom brandenburgischen Kurfürsten zum Wirklichen Geheimen Rat ernannt. 1648 war Johann Friedrich brandenburgischer Bevollmächtigter bei den Verhandlungen zum Westfälischen Frieden zur Beendigung des Dreißigjährigen Krieges. 1651 war er Kommissar bei der Wahl eines neuen Heermeisters im neumärkischen Sonnenburg, wo er zum Johanniterritter geschlagen wurden. 1660 erhielt Johann Friedrich die Komturei zu Lagow. Er starb am 16. Mai 1667.
In der zweiten Hälfte des 17. Jahrhunderts wurde ein weiterer und in der ersten Hälfte des 18. Jahrhunderts vier Freiherren von Loeben zu Sonnenburg zu Rittern des Johanniterordens ernannt, 1658 Maximilian zum Kommendator sowie 1728 Friedrich Wilhelm und Heinrich Otto und 1731 Wolf Christoph und 1737 Friedrich Adolf zu Rittern.
Kurt Hildebrand Freiherr von Loeben (* 1661 zu Hohenziethen) wurde Generalleutnant, Gouverneur von Kolberg, Chef eines Infanterieregiments, Domherr zu Magdeburg, Amtshauptmann von Suckow und Sulzhorst sowie Erbherr auf Schönefeld, Schiedlow und Siebenbeuthen. Seine Eltern waren Maximilian Freiherr von Loeben, Johanniterritter und Komtur auf Lagow und Luise Hedwig von Burgsdorff. Er war zweimal verheiratet, in erster Ehe mit Dorothea Juliane von Krosigk aus dem Hause Hohenerxleben und in zweiter mit Theodora Hedwig von Burgsdorff. Aus erster Ehe überlebten ihn vier Söhne und vier Töchter. Sein Sohn Rudolph Curt Leberecht Freiherr von Loeben starb 1746 als preußischer Generalmajor. Er war verheiratet mit Sophie Frederike, einer Tochter des Generalfeldmarschalls von Arnim.
Otto Ferdinand Graf von Loeben (* 1741), ein Sohn des 1750 verstorbenen Wolf Christian Albrecht von Loeben, Herr auf Mengelsdorf und Biesig, kursächsischer Kammerherr und Landeshauptmann in der Oberlausitz und der 1778 verstorbenen Hedwig Elisabeth Sophie Vitzthum von Eckstädt, war Herr auf Gerlachsheim und Niederrudelsdorf. Er starb 1804 als kursächsischer Kabinettsminister und Wirklicher Geheimer Rat. Sein jüngster Sohn aus seiner 1778 geschlossenen zweiten Ehe mit Caroline von Greiffenheim (* 1760), Albrecht Graf von Löben (* 1800), Herr auf Niederrudelsdorf bei Görlitz wurde Landesältester und Vorsitzender des Kommunallandtages der Markgrafschaft Oberlausitz und Mitglied des Preußisches Herrenhauses auf Lebenszeit. Er heiratete 1828 Maria Gräfin und Edle Herrin zu Lippe-Biesterfeld-Weißenfeld aus dem Haus Teichnitz bei Bautzen (* 1810).
Der freiherrliche Stamm erlosch bereits Mitte des 18. Jahrhunderts, der gräfliche Stamm starb 1878 aus. 1903 hat sich das Geschlecht zu einem Familienverband zusammengeschlossen, der am 10. März 1977 in das Vereinsregister beim Amtsgericht Frankfurt am Main unter der Nummer 6986 eingetragen wurde.

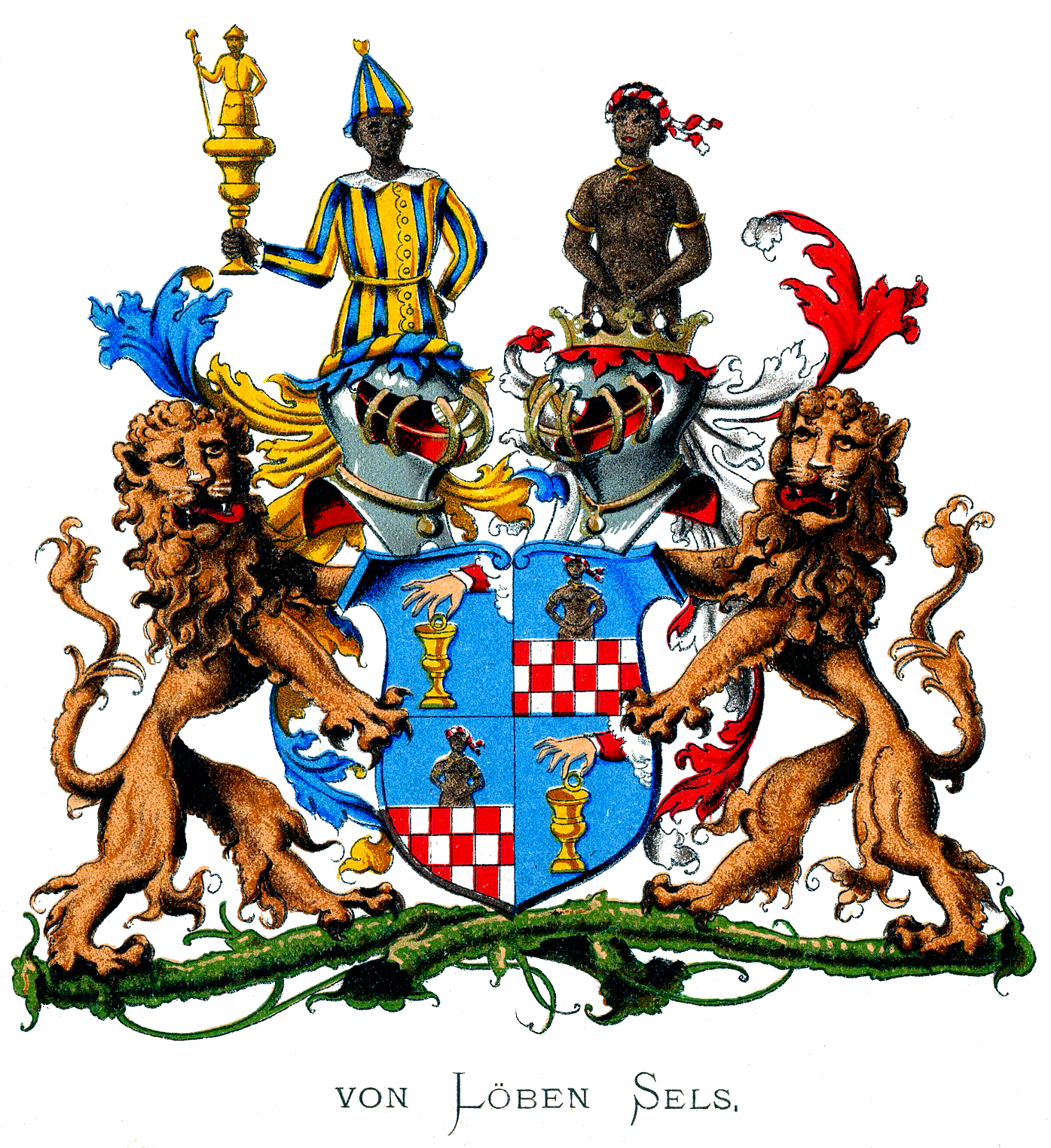
Wappen derer von Löben Sels

#### Löben Sels
In den Niederlanden heiratete der Kapitän zur See Maurits Sels (1668–1745) im Jahr 1708 Everdina Maria von Löben, Erbin von Spaensweerd bei Brummen (1680–1709). Sohn dieser Ehe war Ernst von Löben Sels, Herr von Spaensweerd (1709–1777), der eine Namens- und Wappenvereinigung erhielt und somit das Geschlecht von Löben Sels begründete. Der Urgroßvater seines Vaters, Paul Sels (1555–1635), kam aus Mönchengladbach nach Zutphen, wo er Rentmeister wurde. Der Vater seiner Mutter war Ernst Valentin von Löben (1632–1702), Herr von Spaensweerd, das er über seine Mutter, Anna Helena Cloeck, Erbin von Spaensweerd (1595–1655; ⚭ 1630 Valentijn van Loeben († 1638)/ Valentin von Löben), erhalten hatte (Belehnung 1654).
Aus diesem Tochtergeschlecht stammen unter anderem:

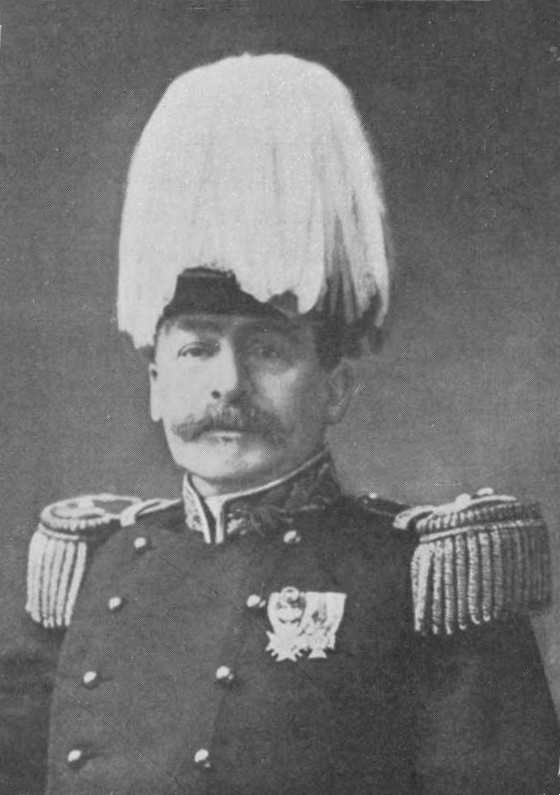
Constant Maurits Ernst van Löben Sels, um 1909

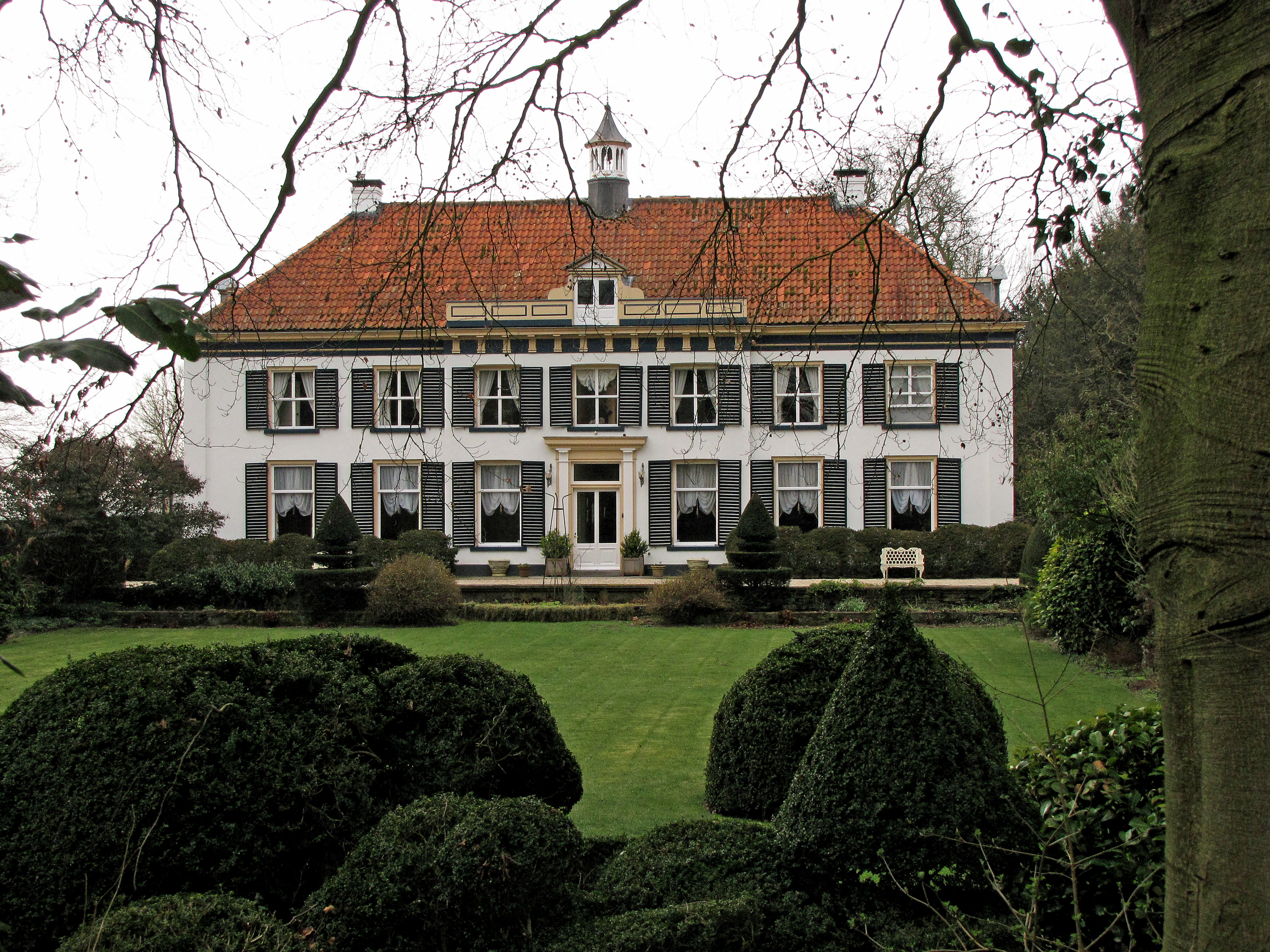
Haus Spaensweerd bei Brummen

- E. van Löben Sels, niederländischer Generalmajor[15]
- Constant Maurits Ernst van Löben Sels (1846–1923), niederländischer Generalmajor, Herr von Spaensweerd
- Maurits van Löben Sels (1876–1944), niederländischer Fechter und Offizier
- Ernst D. van Löben Sels (1879–1965), US-amerikanischer Ingenieur und Investor

### Standeserhebungen
Johann Friedrich von Loeben (Löben) auf Schönfeld, Merzdorf und Schilow, kurfürstlich brandenburgischer Geheimrat, Oberhauptmann und Verweser der Herzogtümer Crossen und Zülichau, erhielt am 18. April 1642 zu Wien den Reichsfreiherrenstand mit der Anrede Wohlgeboren und einer Wappenbesserung.
Otto Ferdinand von Loeben auf Gerlachsheim und Niederrudelsdorf, kurfürstlich sächsischer Wirklicher Geheimer Rat und Konferenzminister sowie Botschafter bei der Kaiserwahl in Frankfurt am Main, wurde am 10. Juli 1790 zu Dresden vom sächsischen Kurfürsten Friedrich August III. als Reichsvikar in den Reichsgrafenstand erhoben.
Eine Eintragung in das königlich sächsische Adelsbuch erhielten die Brüder Wolf von Loeben, Mitarbeiter der kaiserlich technischen Prüfungsstelle in Charlottenburg, Ernst von Loeben, Kunstmaler in München, Paul von Loeben, königlich sächsischer Oberleutnant und Max von Loeben, königlich sächsischer Regierungsamtmann sowie die Vettern Curt von Loeben, königlich sächsischer Leutnant und Georg von Loeben, königlich sächsischer Hauptmann und ihr Onkel Curt von Loeben, königlich sächsischer Generalleutnant zur Disposition sowie Friedrich Wolf von Loeben auf Mittelschosdorf in Schlesien und sein Onkel Aemil von Loeben, königlich sächsischer Wirklicher Geheimer Kriegsrat und Major außer Dienst am 15. Juni 1911 unter der Nummer 368. Die Eintragung erfolgte als Deutscher Uradel.
Ebenfalls eine Eintragung im königlich sächsischen Adelsbuch, unter der Nummer 452, erhielt die Witwe Anna, geborene Schiller, Ehefrau des verstorbenen königlich sächsischen Zollinspektors außer Dienst Albrecht von Loeben am 29. Mai 1913.

### Adoption
Der Jurist und Familienchronist Paul von Loeben adoptierte im Januar 1934 seinen aus spanischem Adel stammenden Neffen Joachim de Vicanco (1913–1944), der amtsgerichtlich in Köln bestätigt ab April 1934 den Namen trug v. Loeben de Vivanco und auch Mitglied des Familienverbandes wurde. 

## Wappen

### Stammwappen
Das Stammwappen ist geteilt. Oben in Blau eine wachsende Mohrin mit eingestemmten Armen, rot-silberner Stirnbinde, deren Enden nach links abflattern, und goldenen Hals- und Armbändern, unten von Silber und Rot geschacht. Auf dem Helm mit rot-silbernen Decken die Mohrin.

### Reichsgrafenwappen
Das reichsgräfliche Wappen, verliehen 1790, hat drei Helme. Der Wappenschild ist identisch mit dem Stammwappen. Auf dem rechten Helm ein von Rot und Silber geschafter Flügel, der mittlere Helm wie der Stammhelm, auf dem linken ein von Silber und Rot geschachter Flügel. Als Schildhalter zwei Mohrenknaben mit silbernen Schurz.

### Wappensage
Eine alte Sage berichtet, die Familie habe ihr Wappen von der Mohrenkönigin Pelusa erhalten. Ein Ritter aus ihrer deutschen Leibwache, ein Urahne des Loebenschen Geschlechts, der tapfere Kriegsmann Daniel Lost oder Loss, hat ihr ein Spiel Schach mit dem Einsatz seines Lebens abgewonnen. Als Vergeltung für seine Heldentat soll er im Jahre 733 von der Königin in ihrer Residenzstadt Meroe, zu einem Ritter vom rot und weißem Bande geschlagen und wegen seines Löwenmutes den Geschlechternamen von Loeben oder Löwen zu führen berechtigt worden sein.

Nach einer anderen Überlieferung soll er im Jahre 733 in die Hände der Ungläubigen gefallen sein habe mit besagter Königin um seinen Kopf eine Partie Schach spielen müssen. Er hat gewonnen und eine große Summe Geldes erhalten und wurde von ihr zum Feldherren in den Kämpfen gegen den König von Ägypten ernannt. Da er überall mutig sein Leben für sie aufs Spiel setzte, habe er von ihr den Namen Leben erhalten und ihr Bild im Wappen führen dürfen.

## Bekannte Familienmitglieder
- Albrecht von Loeben (1800–1875), Mitglied des Preußischen Herrenhaus
- Eckart von Loeben (1868–1947), Generalmajor a. D., Ritter des Ordens Pour le Mérite, Verwalter von Schloss Kuckuckstein Liebstadt
- Georg von Loeben (Richter) († 1899), Landgerichtspräsident (Zwickau?)
- Georg von Loeben (1875–1958), deutscher Rittergutsbesitzer und Politiker
- Johann von Löben (1561–1636), kurfürstlicher Kanzler der Mark Brandenburg
- Johann Friedrich von Loeben (1595–1667), brandenburgischer Staatsmann
- Karl Friedrich Albrecht von Loeben (1730–1788), preußischer Major, Regimentschef und Ritter des Ordens Pour le Mérite
- Konrad von Loeben (1852–1911), preußischer Generalmajor
- Kurt Hildebrand von Loeben (1661–1730), preußischer Generalleutnant, Gouverneur von Kolberg
- Kurt von Loeben (1841–1920), sächsischer Generalleutnant
- Otto Ferdinand von Loeben (1741–1804), kursächsischer Minister und Reichstagsgesandter
- Otto von Loeben (1786–1825), deutscher Dichter
- Paul von Loeben (1877–1962), Staatsfinanzrat
- Richard von Loeben (1833–1895), preußischer Generalmajor
- Richard von Loeben (1853–1930), deutscher Generalleutnant
- Rudolf Kurt Leberecht von Loeben (1690–1746), preußischer Generalmajor